# 両角業作
両角 業作（もろずみ ぎょうさく、1888年（明治21年）1月4日 - 1963年（昭和38年）9月15日）は、日本の陸軍軍人。最終階級は陸軍中将。

## 経歴
長野県諏訪郡湖東村（現茅野市）出身。諏訪中学校を経て、1910年（明治43年）5月、陸軍士官学校（22期）を卒業し、同年12月、歩兵少尉に任官し歩兵第58連隊付となる。同連隊中隊長などを経て、陸軍歩兵学校で甲種学生として学んだ。
以後、陸士生徒隊中隊長、教育総監部付勤務、豊橋陸軍教導学校学生隊中隊長、同校副官、歩兵第59連隊大隊長、歩兵第59連隊付、歩兵第1連隊付（東京慈恵会医科大学配属将校）、歩兵第29連隊留守隊長、歩兵第65連隊長、本郷連隊区司令官などを歴任し、1939年（昭和14年）8月、陸軍少将に進級。
1940年（昭和15年）9月、第39歩兵団長に発令され日中戦争に出征。留守第5師団兵務部長を経て、1944年（昭和19年）3月、陸軍中将となり第30師団長に親補され太平洋戦争に出征。フィリピンのミンダナオ島北部の守備を担当し、1945年（昭和20年）に上陸したアメリカ軍及び現地人ゲリラとの間でミンダナオ島の戦いを遂行し、後退しての持久戦の最中で終戦を迎えた。部下の多くを失った。1947年（昭和22年）1月に復員。
1948年（昭和23年）1月31日、公職追放仮指定を受けた。

## 栄典
位階
- 1911年（明治44年）3月10日 - 正八位[6]
- 1914年（大正3年）2月10日 - 従七位[7]
- 1919年（大正8年）3月20日 - 正七位[8]
- 1924年（大正13年）5月15日 - 従六位[9]

勲章
- 1916年（大正5年）5月26日 - 勲六等瑞宝章[10]
- 1926年（大正15年）11月29日 - 勲四等瑞宝章[11]
- 1941年（昭和16年）4月11日 - 勲二等瑞宝章[12]

## 家族
- 長男 両角良彦（通商産業事務次官）[1]